# Tabanus grandicauda
Tabanus grandicauda är en tvåvingeart som beskrevs av Xu 1979. Tabanus grandicauda ingår i släktet Tabanus och familjen bromsar. Inga underarter finns listade i Catalogue of Life.